# Seer Green
Seer Green är en ort och civil parish i Storbritannien.   Den ligger i kommunen Buckinghamshire och riksdelen England, i den södra delen av landet, 40 km väster om huvudstaden London. Seer Green ligger 102 meter över havet och antalet invånare är 2 200.
Terrängen runt Seer Green är platt. Runt Seer Green är det tätbefolkat, med 442 invånare per kvadratkilometer. Närmaste större samhälle är Slough, 12,1 km söder om Seer Green. I omgivningarna runt Seer Green växer i huvudsak blandskog.